# Желнино (Пермский край)
Желнино — деревня в Большесосновском районе Пермского края. Входит в состав Черновского сельского поселения.

## География
Расположена на правом берегу реки Соснова, вблизи места впадения её в реку Сива.

## Население
| 2010 |
| ---- |
| 44   |

## Улицы
- Центральная ул.

## Топографические карты
- Лист карты O-40-86 Черновское. Масштаб: 1 : 100 000. Состояние местности на 1983 год. Издание 1984 г.